# Cua (aeronàutica)

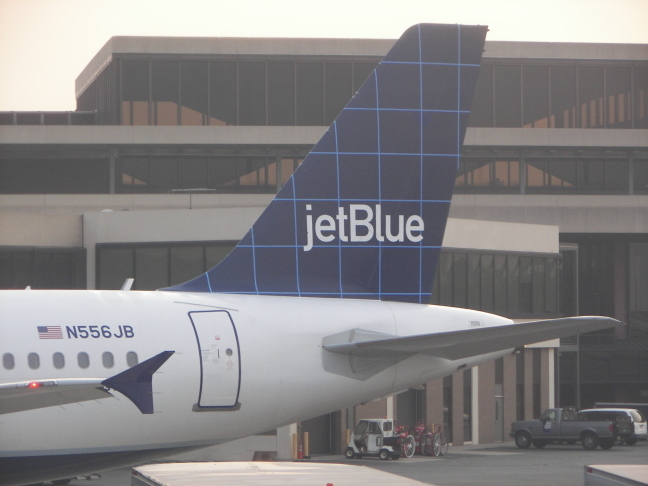
Cua d'un avió de JetBlue.

Es denomina cua o empenatge a la part posterior d'un avió on (en les configuracions clàssiques) solen estar situats l'estabilitzador horitzontal (encarregat de controlar el picat de l'avió emprant el Timó de profunditat) i l'estabilitzador vertical (encarregat de controlar la guinyada de l'avió usant el Timó de direcció).
La importància aerodinàmica de la cua és elevada, ja que la seva manera defineix el tipus de despreniment que ens podem trobar a l'avió a la zona posterior, els dos fabricants principals d'avions comercials (Boeing i Airbus) tenen concepcions de cua diferents.
En configuracions no clàssiques (com la configuració canard) podem no trobar l'estructura de cua descrita anteriorment. Hi ha avions que poden arribar a tenir un doble fuselatge a la zona de la cua, o configuracions en T o en U.